# Леман, Генри
Генри Леман (англ. Henry Lehman, при рождении Хаюм Леман, нем. Hajum Lehman; 29 сентября 1822, Римпар, Нижняя Франкония — 17 ноября 1855, Новый Орлеан, Луизиана) — американский предприниматель, банкир
 еврейского происхождения, основатель всемирно известного банка Lehman Brothers.

## Биография
Родился в семье еврейского торговца скотом из Римпара (Бавария).
В 1844 году эмигрировал в США (Алабама), где открыл магазин.
К 1850 году к Генри присоединились братья Эмануэль и Майер.
Основным предметом сделок стал хлопок.
В 1855 году Генри Леман умер от жёлтой лихорадки во время путешествия по Новому Орлеану. Позже его братья перенесли штаб-квартиру компании в Нью-Йорк, в конечном итоге превратив её в важный американский инвестиционный банк, который действовал более 150 лет до своего краха 15 сентября 2008 года.